# Gehöft Dorfstraße 29 (Ketzür)
Das Gehöft in der Ketzürer Dorfstraße 29 im Ortsteil Ketzür der Gemeinde Beetzseeheide ist ein unter Denkmalschutz stehendes Bauernhaus mit den zugehörigen Stall- beziehungsweise Scheunenanlagen.

## Bauwerk

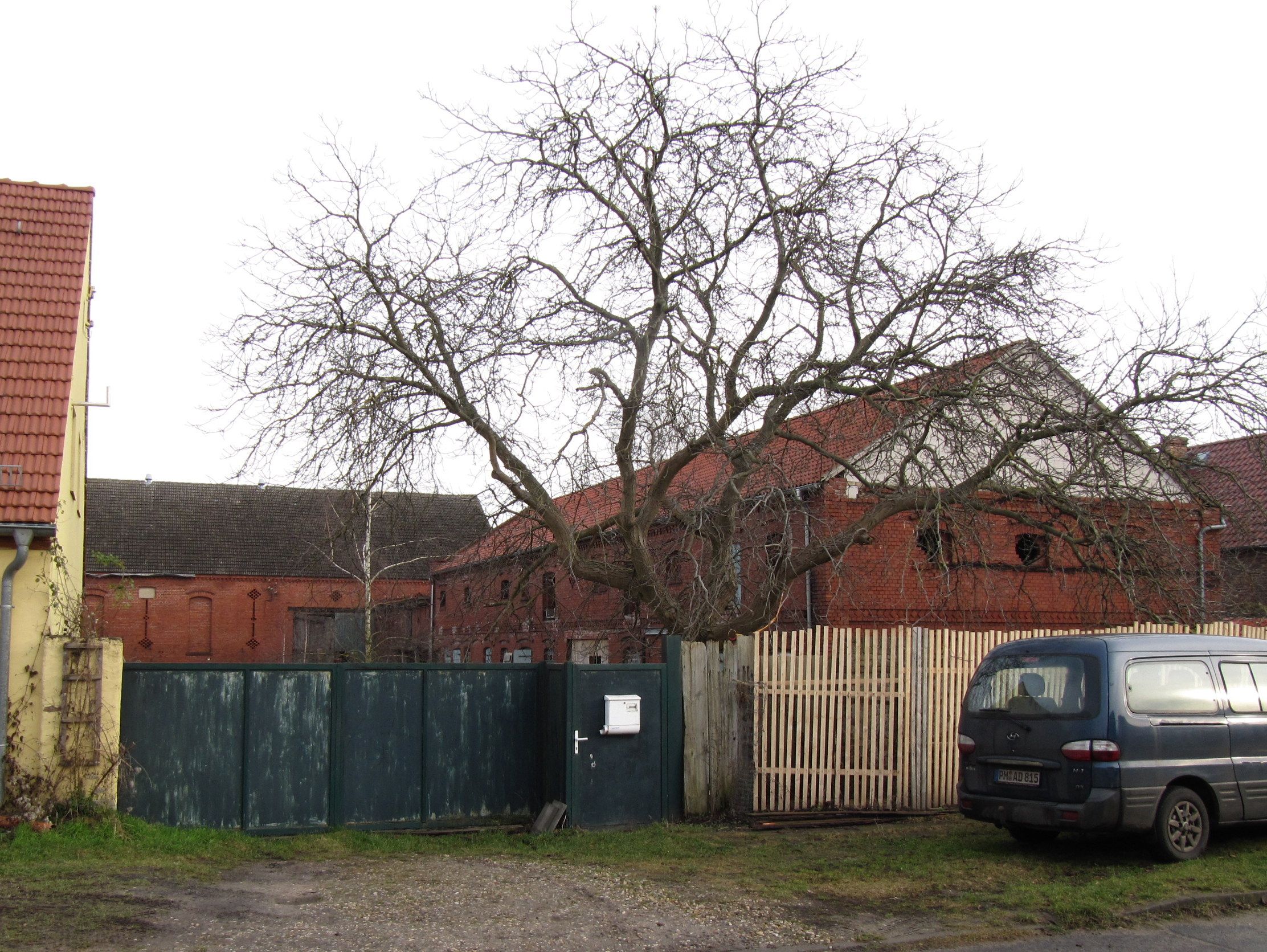
Stallgebäude im Gehöft

Das Bauernhaus ist ein Putzbau mit gelbem Anstrich. Es steht in nord-südlicher Ausrichtung traufständig zur Straße. Die einflügelige Eingangstür befindet sich ebenerdig von der Mitte etwas nach links verlagert. Es ist eine Holztür mit rotem Anstrich und einem kleinen Fenster. Beiderseits des Eingangs gibt es drei gleich große Sprossenfenster. Fensterläden sind nicht vorhanden, Scharniere für diese existieren jedoch. Die Fensterbänke sind mit Ziegelsteinen gemauert. Im Dach gibt es linksverlagert eine Giebelgaube mit einem dreiflügeligen Fenster. Das Satteldach ist mit roten Biberschwänzen eingedeckt. In den giebelseitigen Außenwänden sind weitere Fenster eingearbeitet. Ein zum Haus gehörender Anbau schließt sich hofseitig im Norden an. Die um den Hof platzierten Stallgebäude und Scheunen sind unverputzt und aus roten Klinkern gemauert. Sie haben teilweise Blendfenster und gitterartig gemauerte Öffnungen im Mauerwerk. Fenster und Türen sind segmentbogig gestaltet. Einige Bauelemente wurden nachträglich verändert.